# The Story of Thor 2
The Story of Thor 2 (トア 精霊王紀伝, Thor: Seireioukiden, Thor: Legend of Spirit King), appelé  The Legend of Oasis en Amérique du Nord et Thor: Legend of Spirit King ou Thor: Chronicles of the Elemental King au Japon, est un jeu vidéo d'action-aventure sorti exclusivement sur Saturn le 26 avril 1996 au Japon, le 31 juillet 1996 en Amérique du Nord et le 19 septembre 1996 en Europe. Le jeu a été développé par Ancient et édité par Sega.
Il s'agit de la préquelle à La Légende de Thor, sorti sur Mega Drive en 1994.

## Trame
Bien des années avant les événements de La Légende de Thor, le guerrier Ordan offrit à Léon, son jeune élève, le « Bracelet d'Or » (Golden Armlet), afin que celui-ci puisse devenir le nouveau roi spirituel du monde d'Oasis en réunissant les six esprits élémentaires.
Agito, sorcier maléfique en possession du « Bracelet d'Argent » (Silver Armlet), menace de détruire le monde et Leon part à la recherche de Dytto (l'esprit de l'eau), Efreet (l'esprit du feu), Bawu (l'esprit de la terre), Brass (l'esprit de son), Shade (l'esprit des ténèbres) et Airl (l'esprit de l'air) afin de le détruire et ainsi sauver Oasis.

## Système de jeu
Le joueur dirige Leon dans un jeu au style proche de The Legend of Zelda, en temps réel.
Au cours de son aventure, le héros trouvera différentes armes, disposant chacune d'attaques spéciales et combos propres et apparentant le jeu au style beat them all.
Il est possible d'invoquer des esprit, une fois ceux-ci trouvés. Chacun d'eux possède des pouvoirs différents, que Leon peut utiliser de différentes manières : les esprits peuvent par exemple combattre les ennemis ou guérir Leon, mais ils sont également nécessaires pour résoudre des énigmes.

## Développement
À l'origine, The Story of Thor 2 était prévu sur Mega Drive 32X sous le nom de Legend of Thor, avant qu'Ancient ne change finalement d'avis, comme le développeur l'a lui-même déclaré via son compte Twitter le 29 juin 2016.

## Réception

### Accueil
The Story of Thor 2 a été bien accueilli lors de sa sortie. Le mensuel britannique Sega Saturn Magazine évoque « un superbe mélange d'action et de résolution d'énigmes » : « Thor parcourt un chemin bien tracé, mais dans des chaussures bien plus belles que celles de la plupart de ses contemporains. ».
En France, Sega Mag déclare que « le jeu brille de par ses palettes de couleurs faites avec soin, par ces environnements variés, par sa réalisation générale et son gameplay en béton armé. Un jeu sans faille que l'on se plaira à parcourir, encore et encore, jusqu'à l'avoir épuisé dans son contenu, avoir découvert le moindre parchemin, le moindre joyau, mais [au-delà] encore, le moindre secret. Parcourir ces terres oniriques, se laisser bercer par des compositions musicales [peut-être] inégalées à ce jour. ». Conquis, le site parle « d'un véritable rêve éveillé » « dont la Beauté ne peut être remise en question ».

### Postérité
En février 2018, le magazine britannique Saturn Power dresse un « top 100 » des jeux Saturn européens et positionne The Story of Thor 2 à la 99e place, derrière Blam! Machinehead.